# Лохов Володимир Йосипович
Володимир Йосипович Лохов (1924—2002) — радянський розвідник-нелегал, полковник КДБ СРСР, начальник 1-го відділу нелегальної розвідки КДБ СРСР.

## Біографія
Народився 22 грудня 1924 року в селі Пічіджін Знаурського району Південно-Осетинської автономної області Грузинської РСР. За національністю осетин.
У сім'ї його звали Мурман. (Ім'я змінив після початку роботи в розвідці.)
З 1942 по 1948 рік служив в 30-й дивізії військ НКВД-МВС СРСР. З 1952 року — в органах державної безпеки. У 1953 році закінчив юридичний факультет Азербайджанського державного університету.
У 1952—1957 роках працював на посаді помічника оперуповноваженого та оперуповноваженого 5-го відділу МГБ-МВД Азербайджанської РСР — Комітету державної безпеки (КДБ) при Раді Міністрів Азербайджанської РСР.
З 1957 року — співробітник Управління «С» (нелегальна розвідка) першого головного управління (ПГУ, зовнішня розвідка) Комітету державної безпеки (КДБ) при Раді Міністрів СРСР — КДБ СРСР. До серпня 1962 року проходив підготовку для роботи в особливих умовах. Досконало освоїв арабську мову.
Як розвідник-нелегал працював в ряді країн Азії, Європи, Сходу. При виконанні відповідальних завдань відвідав десятки країн зазначених регіонів. В період роботи не мав жодного провалу, знаходив вихід з будь-яких складних ситуацій, продовжуючи виконувати завдання Центру.
У серпні 1963 року розпочав нелегальну роботу в одній з азійських країн, де успішно легалізувався на тривалий час і створив необхідні умови для ведення розвідувальної роботи з нелегальних позицій.
У листопаді 1965 на зв'язок Лохову був переданий цінний і надійний агент, за допомогою якого з часом вдалося сформувати ефективну агентурну мережу. Умілі дії при легалізації дозволили Володимиру Лохову як нелегальному резиденту керувати зазначеною цінною агентурою і отримувати від неї важливі секретні матеріали. Наприклад, під час протистояння «холодної» війни Лхову вдалося роздобути і переправити керівництву СРСР важливі документи про плани НАТО.
У 1973 році повернувся в СРСР, працював як тренер-нелегал. У січні 1979 року призначений начальником 1-го відділу («де працювали найбільш засекречені нелегали», «нелегали центру» Управління «С» ПГУ КДБ СРСР), яким керував до 1991 року. Керував діяльністю найцінніших розвідників-нелегалів КДБ СРСР, зокрема, роботою легендарної пари подружжя-розвідників Геворка Андрійовича Вартаняна і Гоар Левонівни Вартанян. У ці роки безпосередньо розробляв і організовував здійснення багатьох найважливіших операцій радянської розвідки.
У липні 1991 року вийшов у відставку за віком. У Центрі передавав досвід молодому поколінню розвідників.
Жив в Москві. Помер в 2002 році. Похований в Москві на Троєкуровському цвинтарі.

## Звання та нагороди
- Орден Трудового Червоного Прапора (31.07.1985)
- Орден Червоної Зірки (1977)
- Медаль «За бойові заслуги» (1967)
- Медалі СРСР і Російської Федерації
- Нагрудний знак «Почесний співробітник держбезпеки» (1970)